# Martin-chasseur à bec noir
Pelargopsis melanorhyncha
Espèce
Statut de conservation UICN

 LC  : Préoccupation mineure
Le Martin-chasseur à bec noir (Pelargopsis melanorhyncha) est une espèce d'oiseau de la famille des Alcedinidae. Il est endémique à l'Indonésie. Son habitat naturel sont les forêts tropicales et subtropicales de mangroves.

## Sous-espèces
Cet oiseau est représenté par trois sous-espèces :
- Pelargopsis melanorhyncha dichrorhyncha A.B. Meyer & Wiglesworth, 1896 ;
- Pelargopsis melanorhyncha eutreptorhyncha Hartert, 1898 ;
- Pelargopsis melanorhyncha melanorhyncha (Temminck, 1826).